# Электроагрегат (завод)
АО «Электроагрегат» — промышленное предприятие в городе Новосибирске, разработчик и производитель систем электроснабжения, электроустановок, дизельных электроагрегатов под торговой маркой «Этро». Предприятие расположено в Дзержинском районе.

## История

### 1941—1945 гг.
Часть Союзного Московского прожекторного завода в связи с началом войны была эвакуирована в Новосибирск. Решение о перевозке оборудования и сотрудников было принято в октябре 1941 г., в начале ноября 1941 г. первые эшелоны прибыли на новое место. Образовавшееся предприятие стало заводом № 644. Первым директором завода стал А. Л. Эстрин, главным инженером — Г. Н. Григорьев.
В годы войны завод занимался выпуском продукции для фронта. Новосибирская область была главным поставщиком прожекторного оборудования. Основная продукция того времени — противосамолетные автомобильные зенитные прожекторные станции. Всего за военные годы завод изготовил 3000 прожекторов и прожекторных станций, свыше 2000 мощных зенитных и посадочных станций. За выполнение заказов по поставке военной продукции в 1941—1945 годах предприятие наградили Красным знаменем Государственного Комитета Обороны.

### 1946—1970 гг.
Происходит увеличение выпуска продукции, расширение объемов и номенклатуры производства.
Своё нынешнее название завод получил в 1974 году. 16 апреля 1974 года приказом министра № 231 образуется Новосибирское производственное электротранспортное объединение «Электроагрегат».
Ассортиментный список продукции завода существенно расширился. Кроме основной продукции — автономных электростанций - на предприятии начали производить табуретки, плечики для одежды, кофеварки, гирлянды, детские электромобили, детские педальные карты, большое количество детских игрушек. Общая номенклатура — 200 наименований изделий. 

### 1982—1992 гг.
Освоение и модернизация продукции на основе элементной базы, освоение высоконадежных программируемых контроллеров.
Выпускаются десятки модификаций дизель-электростанций и агрегатов мощностью от 10 до 200 кВт.

### 1993—2000 гг.
Изменение номенклатуры, технологии и организации производства в условиях рыночной экономики. В 1993 году объединение преобразуется в открытое акционерное общество «Электроагрегат».
Вновь появляются заказы на профилирующие изделия — передвижные электростанции и электроагрегаты малой энергетики. Они используются в полевых условиях, в больницах, в фермерских хозяйствах.
Освоен выпуск горношахтного электрооборудования, отвечающего требованиям безопасности и надежности. Для ЗАО "Ассоциация «Кузбассуглемаш» на заводе изготавливается аппаратура для управления электрооборудованием проходческого комбайна.

### 2001—2014 гг.
- Изменение в структуре управления, подготовки и организации производства, концентрации ресурсов.
- Проведение антикризисных мер.
- Для исполнения маркетинговых функций выделение в отдельную структуру ООО «Торговый Дом Электроагрегат».
- Выход предприятия на стабильный и эффективный уровень технико-экономических показателей.
- Сертификация системы менеджмента качества.
- Получение и продление лицензий, сертификатов и аккредитаций, необходимых для дальнейшего уверенного развития предприятия.
- В настоящее время завод сотрудничает с газовиками и нефтяниками, использующими электроагрегаты новосибирского производства в условиях Крайнего Севера.

## Продукция
Разработка, производство и продажа систем электроснабжения, электроустановок, дизельных электроагрегатов мощностью до 3000 кВт: открытых на раме, под шумопоглощающим капотом (кожухом), в мини-контейнере, на прицепе или шасси, в блок-контейнере типа «Север», с ручным или автоматическим контролем и управлением, с удаленным мониторингом параметров и управлением.